# پنجه‌بازان
پنجه‌بازان (نام علمی: Goodeniaceae) نام یک تیره از راسته میناسانان است.

## سرده‌ها
- بالشتک آبی Brunonia
- پنجه‌بازهای زینتی Lechenaultia
- پنجه‌بازهای کوچک Coopernookia
- گل پنجه‌باز Goodenia
- Anthotiumr
- Brunonia
- Coopernookia
- Dampiera
- Diaspasis
- Goodenia
- Lechenaultia
- Pentaptilon
- Scaevola
- Selliera
- Velleia
- Verreauxia